# 利特爾頓山
利特爾頓山（英語：Mount Lyttleton），是南極洲的山峰，位於葛拉漢地西岸，處於卡德爾冰川源頭附近，根據美國探險隊拍攝空中照片，現時由南極條約體系管理。